# Пшадские водопады
Пшадские водопады — группа водопадов в Краснодарском крае, около ста. В узком плане — тринадцать водопадов в верховьях реки Пшада, расположенные на территории 1 км². Восемь из них, самые известные, расположены на Красной речке, остальные — в устьях притоков Пшады.
Самый большой водопад — Оляпкин (иногда его также называют Большим Пшадским водопадом), расположен на Красной речке ниже других водопадов. Высота 9 м, расположен на высоте 245 м над уровнем моря. Второй по высоте водопад расположен в устье Виноградного ручья, правого притока Красной речки. Его отвес равен 7 м, расположен на высоте 270 м над уровнем моря, является самым верхним из Пшадских водопадов.
Ещё одна группа водопадов расположена Кокчарской щели и на Горляновом ручье. Это два разнобережных притока Пшады. Всего насчитывается 15-20 водопадов.
Пшадские водопады являются популярным туристическим маршрутом и относятся к курортам Краснодарского края.

## Галерея

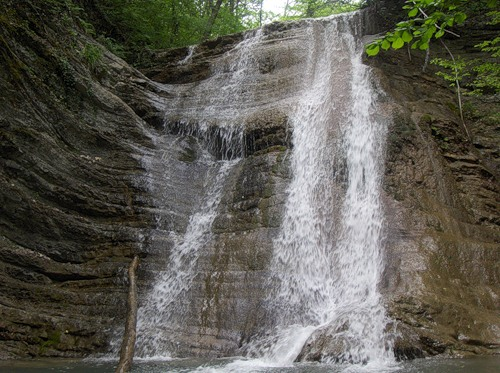
Водопад на Красной речке
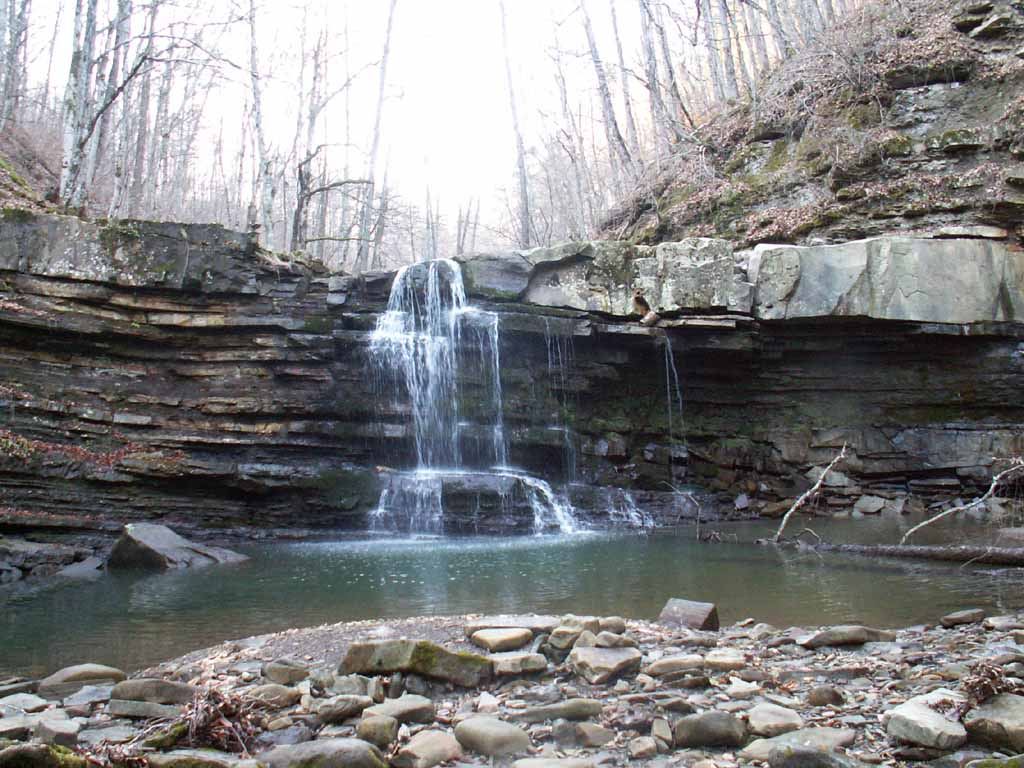
Водопад Оляпкин
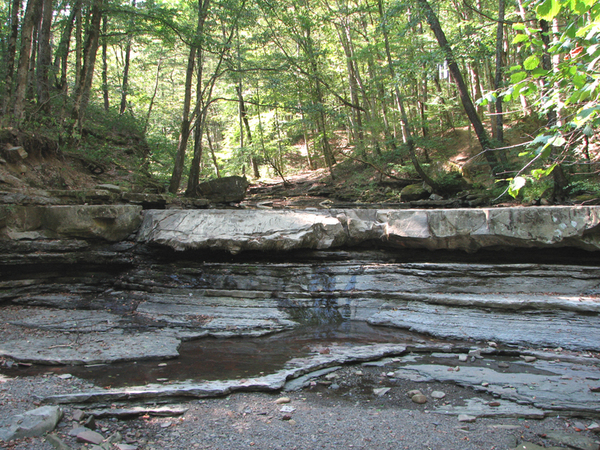
Пересохшая Красная речка
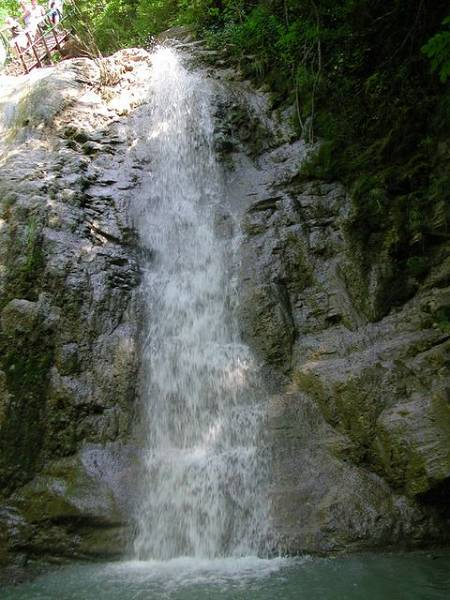
Водопад в Кочкарской щели
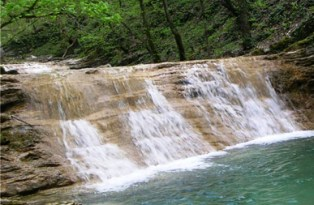
Водопад в Кочкарской щели